# Adolph Kullak
Adolph Kullak, född den 23 februari 1823 i Meseritz, död den 25 december 1862 i Berlin, var en tysk pianist, filosofie doktor vid Berlins universitet och musikskriftställare, bror till Theodor Kullak, farbror till Franz och Ernst Kullak.
Kullak gjorde sig fördelaktigt känd genom skrifterna Das musikalisch-schöne (1858) och Ästhetik des klavierspiels (1861).